# Escut de Nova Zelanda
L'escut de Nova Zelanda fou atorgat inicialment pel rei Jordi V del Regne Unit el 26 d'agost de 1911 i l'actual data del 1956, sota la concessió de la reina Elisabet.

## Història i disseny
Fins al 1911, Nova Zelanda feia servir l'escut del Regne Unit. En aconseguir l'autonomia com a dominion el 1907, les autoritats neozelandeses van convocar un concurs per decidir quin escut havia de representar el territori, competició que va guanyar James McDonald, dibuixant del Departament de Recursos Turístics i Sanitaris. Des de la seva adopció oficial el 1911, l'escut de Nova Zelanda sempre ha estat el mateix, llevat de la petita reforma del 1956.
L'escut d'armes central, però, ha romàs inalterable. Es tracta d'un escut quarterat: al primer quarter, les quatre estrelles que representen la constel·lació de la Creu del Sud, col·locades 1-2-1 igual com a la bandera estatal, però amb unes proporcions diferents; al segon quarter, una pell de xai en representació de la ramaderia; al tercer quarter, un feix d'espigues de blat, símbol de l'agricultura; al quart quarter, dos martells, una al·lusió a la mineria i la indústria. Ressaltant sobre el tot, un pal d'argent carregat de tres vaixells que representen la importància del comerç marítim i la procedència immigrant dels neozelandesos.

Versió antiga (1911-1956)

Abans del 1956, l'escut central era idèntic, però els elements del voltant eren diferents. El timbre era un lleó ixent sostenint la bandera britànica, i a la cinta a la base de l'escut hi figurava l'antic lema nacional, ONWARD (en anglès, 'Endavant'). A les versions més primerenques la base està formada més aviat per una mena de pergamí estilitzat que no per fulles de falguera, com més endavant.
Els personatges sostenidors originaris també eren lleugerament diferents. La dona tenia el cabell castany i totes dues figures miraven de cara, i no cap a l'escut. Si bé no n'hi ha proves documentals, es diu que el model que es va fer servir per a la figura femenina era Alice Spragg, membre de l'alta societat de Wellington. S'ignora qui podia ser el model per al guerrer maori.
Actualment les figures que sostenen l'escut són, a la destra, una dona d'ascendència europea que aguanta la bandera de Nova Zelanda, i a la sinistra un guerrer maori que porta una taiaha, o llança cerimonial. Com a timbre hi ha la Corona de Sant Eduard i, sota l'escut, dues fulles de falguera, de l'espècie Cyathea dealbata, endèmica de Nova Zelanda, i una cinta amb el nom de l'estat en anglès, NEW ZEALAND.